# Titularbistum Gadiaufala
Gadiaufala ist ein Titularbistum der römisch-katholischen Kirche.
Das Bistum Gadiaufala war in der gleichnamigen Stadt in Numidien angesiedelt, einer historischen Landschaft in Nordafrika, die weite Teile der heutigen Staaten Tunesien und Algerien umfasst. 536 war es Schauplatz einer Schlacht zwischen dem Rebellenführer Stotzas und einem oströmischen Heer. An der Stelle der römischen Stadt befindet nunmehr die Stadt Ksar Sbahi.
| Titularbischöfe von Gadiaufala |                             |                                                       |                   |                  |
| Nr.                            | Name                        | Amt                                                   | von               | bis              |
| 1                              | Luciano José Cabral Duarte  | Weihbischof in Aracaju (Brasilien)                    | 14. Juli 1966     | 12. Februar 1971 |
| 2                              | Rodolfo Quezada Toruño      | Weihbischof in Zacapa (Guatemala)                     | 5. April 1972     | 16. Februar 1980 |
| 3                              | Jesús Arturo Roldán         | Weihbischof in Córdoba (Argentinien)                  | 26. Mai 1980      | 9. November 1991 |
| 4                              | Elmo Noel Joseph Perera     | Weihbischof in Galle (Sri Lanka)                      | 17. Dezember 1992 | 1. Juni 1995     |
| 5                              | Antonio Federico Gatti      | Weihbischof in San Justo (Argentinien)                | 1. Juli 1996      | 9. Juli 1998     |
| 6                              | Dieudonné Bogmis            | Weihbischof in Douala (Kamerun)                       | 9. Februar 1999   | 15. Oktober 2004 |
| 7                              | François Xavier Le Van Hong | Weihbischof in Huế (Vietnam)                          | 19. Februar 2005  | 18. August 2012  |
| 8                              | Joseph Đinh Đức Đạo         | Weihbischof in Xuân Lộc (Vietnam)                     | 28. Februar 2013  | 4. Juni 2015     |
| 9                              | Natale Paganelli SX         | Apostolischer Administrator von Makeni (Sierra Leone) | 18. Juli 2015     |                  |